# 인간론

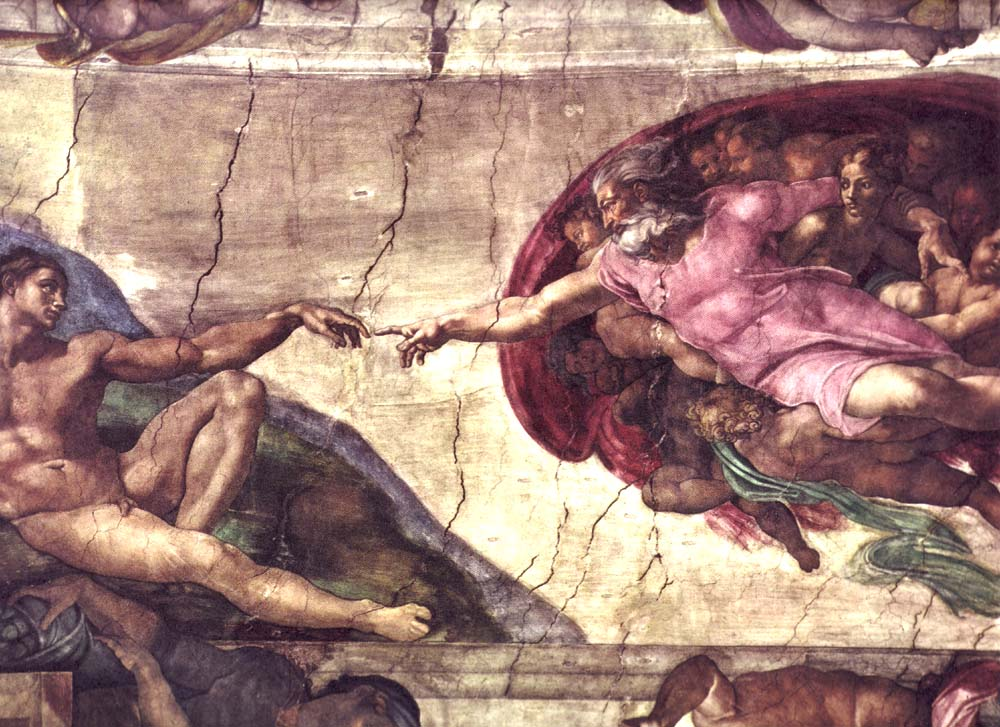
시스틴 예배당에 있는 아담의 창조

인간론(Christian anthropology)은 기독교 신학의 영역에서 하나님과 관련된 인간을 연구하는 학문이다. 기독교 인간론은 시간과 공간을 넘어서 인간의 물리적 사회적 특성을 비교연구하는 인류학의 사회적 학문과는 구별된다. 기독교 신학의 인간론은 하나님으로부터 창조된 인간 즉 하나님의 형상과 범죄로 인해 타락한 인간을 다루는 영역, 그리고 그리스도로 회복된 의인을 다룬다.
하나의 관점은 인간의 본성과 구성요소를 연구한다. 그것은 성서가 말하는 것에 근거하여 인간을 구성하는 몸, 영 및 혼 같은 개념들에 관한 것이다. 인간의 구성요소에 대해서는 전통적인 견해로 삼분설, 이분법 및 일원론 (인류학의 의미에서)이 있다.

### 정의
인간이란 존재는 누구인가? 플라톤은 인간을 몸과 영혼으로 분리된 이원론적 사고를 가진 자로, 몸이 영혼을 붙잡는 감옥으로 이해하고 죽은 후에 영혼은 다른 사람이나 다른 동물에 들어가서 정화되고 이데아로 간다고 보았다. 아리스토텔레스에게 있어서는 동물과 식물도 영혼이 생명의 원리이기에 인간과 동물의 구별은 분명치 않다.
인간은 이성과 자유의지를 가지기에 인간이라고 데까르트는 말하였다. 현대 철학자들 가운데 니체, 하이데거, 싸르트르 등은 인간의 본질을 사람의 자유성에서 찾는다. 항상 만들어져가는 도중에서 책임성을 강조한다. 인간의 실존을 이념적 본질로 보지 않고 결단의 행위 즉 역사적으로 존재한다고 한다. 니체는 인간은 동물과 초인 사이에 늘어져 있는 줄, 그것도 심연 위에 있는 줄로 표현했다. 하이데거는 인간은 오늘날 가장 어려운 수수께끼요 가장 알 수 없는 신비라고 했다.
인간은 동물과 같지 않기 때문에 진화론적으로 인간론이 이해될 수는 없다. 인간이 가진 가공할만한 존재와 동족 파괴성은 진화론적으로 어떻게 설명이 가능할까? 인간이 도덕적으로 점점 고등화되는 존재와는 반대적인 존재가 아닌가? 지구상의 범죄와 폭력은 점점 더 악해지고 있다. 이런 사상은 인간을 미래를 향해 만들어져 가는 존재로 책임을 가진 자로 본다. 그렇다면 늘 인간은 불완전 존재요, 죽음에 직면해 있는 불행한 존재로 가는 것이다. 이들은 미래를 주관하시는 하나님의 주권과 하나님의 나라의 완성을 바라보지 못하는 것이다.
인간은 누구인가가? 인간에 대한 정의는 쉽지않다. 고대 헬라에서는 너 자신을 알라고 말하였다. 이 말은 델피(Delphi) 신전의 신탁이었고, 소크라테스의 말로도 유명하다. 그들에게 있어서 자신들을 아는 것은 철학적 명제이었다. 엘리자베스 퀴블러로스와 같은 사람은 인간이 평생 ‘진정한 자신이 되는 법’(자신의 진정한 모습을 아는 것)이 인생의 목표라고 본다.
진화생물학자들은 사람을 생물학적 접근으로 이해한다. 인류학자들은 인간을 문화와 문명의 관점에서 이해한다.

### 신학적 인간
신학적 인간의 이해는 성경을 통하여 인간을 이해하기 시작한다. 또한 기독교 신학자들의 이해를 통하여 인간을 좀더 통합적으로 규명한다. 죄의 관점에서 본 칼빈은 인간이 자기 자신을 성찰한다면 자신에 대하여 궁극적으로 실망하게 된다고 말한다. 인간을 성경으로부터 이해했던 전통적인 신학과 달리 현대 신학자들은 성경 중심이 아닌 철학적 체계가 중심되어 철학과 성경을 혼합하여 인간을 이해한다. 그러나 하나님의 계시를 이성적, 과학적, 철학적으로 해석하는 것은 한계가 있다.
- 어거스틴- 원죄로 타락하였고 은혜로 구원받는 인간을 말한다.
- 펠라기우스는 인간의 전적 타락과 구원의 무능력을 부인하고 자력구원을 주장한다.
- 루터의 의인사상은 어거스틴의 은총론에서 왔다. 죄인이며 의인을 동시적으로 말한다.
- 칼뱅 - 하나님의 형상으로 창조되었나 타락으로 왜곡되어 그리스도로 인해 형상이 회복되어야 함을 말한다.
- 슐라이에르마허와 리츨 - 칸트나 신 칸트의 철학 체계를 사용하여 순수한 내재적 인간론을 주장한다.
- 키에르케고르 - 인간은 하나님 앞에 선 단독자이다. 피조성의 개념으로 설명한다. 인간은 생과 사의 긴장 속에서 자신의 피조성을 깨닫고 자신의 실존을 발견한다는 것이다.
- 바르트 - 그리스도 안에서 참된 인간성을 회복한다고 본다.
- 루돌프 불트만 - 실존적 자기이해를 강조한다.
- 고가르텐 - 율법과 복음의 요구 아래 있는 대화적, 활동적 인격 사이의 긴장에서 해석한다.
- 틸리히 – 인간을 소외 상태에 빠진 자로 설명한다.
- 니부어 - 하나님의 형상과 동시에 죄인을 말한다. 니부어는 인간의 자기의 유한성을 인정하지 않고 하나님처럼 높아지려고 노력하는 존재자 즉 죄인으로 인간을 말한다.
- 몰트만과 판넨베르그 - 마르크스나 블로호, 마르쿠제 등의 변증법적이고 진화론적 유물사관을 중심으로 보편사적이고 진화론적 인간학을 주장한다.

## 인간론의 중요성
신학은 삼위 하나님을 아는 것만 아니고 그 분의 형상으로 만들어진 인간을 아는 학문이다. 물론 이 두 주제들을 완전하게 이해한다는 것은 불가능하다. 칼빈은 인간이 그의 사상이 하나님을 즉각적으로 향하지 않는 한 자기 자신을 알지 못한다고 했다. 칼빈은 인간은 종교의 씨앗(divinitatis sensum)을 가졌기에 자연 본능적으로 하나님에 대한 이해력이 마음에 심어져 있다고 한다. 그러나 타락으로 그것을 바르게 쓰지 못하고 하나님을 아는 참된 지식을 저버렸다고 한다.
고대 헬라에서는 너 자신을 알라고 말하였다. 이 말은 델피(Delphi) 신전의 신탁이었고, 소크라테스의 말로도 유명하다. 그들에게 있어서 자신들을 아는 것은 철학적 명제이었다. 엘리자베스 퀴블러로스와 같은 사람은 인간이 평생 ‘진정한 자신이 되는 법’(자신의 진정한 모습을 아는 것)이 인생의 목표라고 본다. 그러나 자기를 성찰할 수 인간은 궁극적으로 실망하게 된다고 칼빈은 말한다.
성경은 인간을 아는 것은 인간의 철학적, 도덕적 가치를 넘어 영적인 영원한 진리와 관련되어 있다. 인간은 하나님을 바로 알고 그 분을 섬기며 그를 영화롭게 할 때, 궁극적인 인간의 존재의 가치가 드러난다. 인간은 하나님의 형상대로 지은 받은 존재로서 자신을 아는 것은 말할 필요도 없이 중요하다. 그러므로 인간은 하나님이 세우신 창조 목적을 실현을 위하여 자신을 알아야 한다.
“하나님이 가라사대 우리의 형상을 따라 우리의 모양대로 우리가 사람을 만들고 그로 바다의 고기와 공중의 새와 육축과 온 땅과 땅에 기는 모든 것을 다스리게 하자 하시고 하나님이 자기 형상 곧 하나님의 형상대로 사람을 창조하시되 남자와 여자를 창조하시고 하나님이 그들에게 복을 주시며 하나님이 그들에게 이르시되 생육하고 번성하여 땅에 충만하라, 땅을 정복하라, 바다의 물고기와 하늘의 새와 땅에 움직이는 모든 생물을 다스리라 하시니라.”(창 1: 16-28)
인간은 하나님의 형상(모양)으로 창조되었다는 사실이 인간의 참된 정체성을 먼저 보여준다. 인간은 스스로 존재하지 않았고 나 또한 스스로 독립성을 가진 존재가 아니다. 인간은 하나님이 창조하신 세계를 돌보는 책임자로 부름을 받았다. 이런 청지기 사명에서 인간은 하나님의 주권을 인정하며, 그의 영광을 위하는 것(고전10:31, 롬11:36)과 그를 영원토록 즐거워하는 삶을(시73:23-28) 살게 된다(WSC,Q.1.1, WLC.Q.1.1). 우리가 어떻게 이런 삶을 살 수 있는가(WSC.Q.2)? 구약과 신약성경에 포함된 하나님의 말씀은 우리로 그를 어떻게 영화롭고 즐거워하는지를 인도하는 유일한 규칙이다(WSC. Q.2.A).
인간은 자신의 능력의 한계와 죄인인 것을 알아야 한다. 인간은 하나님의 형상을 입은 존재임에도 불구하고 타락한 죄인으로 하나님을 위한 참된 선을 행할 수 없는 무능한, 전적으로 부패한 인간이 되었다. 따라서 인간은 전적으로 타락한 죄인으로 하나님과의 바른 관계를 가질 수 없고 자신의 사명을 바르게 실현할 수 없는 존재이다. 따라서 인간은 사랑의 구세주를 필요로 한다. 인간은 타락하였으나 여전히 하나님의 형상을 가진 존재요, 하나님의 사랑을 받는 존재이다. 참된 인간성의 회복은 인간 스스로 이룰 수 없다. 인간은 예수 그리스도로 새로워지지 않으면 진정한 인간으로 존재할 수 없다. 복음은 진정한 인간이 그리스도 예수 안에서만 발견된다고 한다.
성경은 참된 인간의 바른 사명과 의무 그리고 하나님을 믿는 것에 대하여 다음과 같이 주장한다.

## 인간론 연구 방법들
인간을 이해하기 위한 학문적 방법으로 인류학적, 자연과학적, 사회학적, 심리학적, 철학적 방법 등 많은 것이 있을 수 있다. 실존주의적 방법을 추구하는 자들은 상실된 자아를 찾는 것이 인간학이라고 본다. 그러나 참다운 인간론 이해의 신학적 방법이란 하나님의 계시를 올바른 성경적 해석을 통하여 추구하는 방법이다. 이 방법의 타당성은 인간의 전적인 부패를 전제하고 구원과 회복을 말하는 성경으로 해석되어야 한다(scriptura sui ipsius interpres). 삼위 하나님에 대한 올바른 이해를 통하여 자연스럽게 인간에 대한 논의가 이루어지며, 그리고 인간론에 대한 풍성한 이해는 기독론, 구원론 그리고 교회론으로 연결되어서 인간의 마지막인 종말론까지 도움이 된다.

## 최근 인간론의 주제들
인간론의 주제는 주로 전통적으로 인간의 기원, 인간의 성질, 하나님의 형상, 죄이다. 그러나 최근 인간에 대한 존재론적 질문이 실존주의 철학의 영향으로 일어났으며, 진화론의 영향으로 생물학적 인간 이해로 시작되었고 과학의 발달로 인간 복제까지 다루어지게 되었다. 유전자공학의 발전으로 인간의 유전 정보를 해석하게 되었다. 기존의 영혼, 죄, 하나님의 형상과 같은 주제는 칸트의 영향으로 윤리적인 영역에서 이해되었다. 사회학의 영향으로 인간을 사회와 관계 속에서 기능적인 역할을 강조하는 경향이 20세기에 나타났다. 20세기는 신학적으로 기독론을 많이 다루었지만 실존주의 영향으로 인간에 대한 새로운 이해의 장을 열었다.

## 성경의 인간
인간이 누구인지에 대한 질문(시편 8: 4; 욥 7: 17; 15: 14; 시 144: 3)은 그리스도와 관련하여 답하여 진다. 히브리서 2장 6-9절 “잠간 동안 천사보다 못하게”되신 분으로, 영광과 존귀로 관을 쓰시고 만물이 그 발아래 복종케 된 이 그리스도 안에서 해결이 있다.
인간은 하나님의 형상으로 창조된 피조물이다. 인간의 몸과 영혼으로 구성된 요소를 가진 존재이다. 하나님의 형상과 영혼을 가진 존재로서 인간은 동물과 구별된 존재이다.
인간은 자유의지를 가진 존재이다. 타락으로 구원에는 무능력하지만 지, 정, 의를 가진 자이다. 인간은 언어를 사용하는 해석학적 존재이다. 이것을 가지고 인류의 문명을 이루어 나간다. 하나님은 말씀으로 천지를 창조하셨고, 아담에게 말씀하셨고, 그의 백성들에게 말씀을 약속하셨다. 말씀(로고스)이신 하나님은 자신이 인간의 모습을 취하여 인간들과 말씀하셨다. 우리 인간은 말씀하시는 하나님의 모습을 닮았기에 인간은 언어를 사용하는 존재이다.
인간은 하나님의 명령을 부여 받은 존재자이다. 다른 피조물과 관련하여 받은 능동적 명령을 받은 존재이다. 인간은 하나님의 명령에 순종해야 할 존재이다. 인간은 하나님과 언약관계로 그 존재의 상태가 드러나게 된다. 행위언약과 은혜언약 속에서 인간의 모습이 잘 드러난다. 인간은 타락한 존재로 하나님의 형상이 부패되었다. 인간은 죄인이다. 인간은 예수 그리스도를 통하여 구속 받아 새로운 피조물로 거듭 날수 있는 존재이다. 인간은 그리스도의 옷을 입으면 의인이다. 인간은 땅위에서 고통과 훈련을 통하여 성령님으로 성화되어야 할 존재이며, 그리스도의 오심을 통하여 영육이 완전하게 될 종말론적인 존재이다. 인간은 그리스도와 더불어 영원한 생명에 거하는 자가 된다.

## 해석자로서 인간
인간은 해석하는 존재이다. 인간은 자신의 주위를 둘러싼 모든 것들을 보고, 느끼고, 생각하여 언어로 표현하는 해석적 기능을 갖고 그 기능을 사용하도록 창조되었다. 창조된 아담이 인류 최초로 한 일은 바로 해석 행위였다. 창세기 2장 19-23절은 아담의 해석적인 능력을 보여주는 중요한 기록이다. “여호와 하나님이 흙으로 각종 들짐승과 공중의 각종 새를 지으시고 아담이 어떻게 이름을 짓나 보시려고 그것들을 그에게로 이끌어 이르시니 아담이 각 생물을 일컫는 바가 곧 그 이름이라. 아담이 모든 육축과 공중의 새와 들의 모든 짐승에게 이름을 주니라 아담이 돕는 배필이 없으므로. ... 아담이 가로되 이는 내 뼈 중의 뼈요 살 중의 살이라 이것을 남자에게서 취하였은즉 여자라 칭하리라 하니라.” 여기서 아담은 언어를 사용하여 이름을 짓는 해석적인 능력을 유감없이 사용하고 있다. 따라서 인간은 하나님에 의해 해석적인 기능을 타고났으며, 그의 삶의 현장에서 이 능력을 사용하는 것은 하나님 앞에서 의무이며 특권이라고 말할 수 있다.
따라서 크리스천들에게 있어서 자신들의 삶의 현장을 해석하는 것은 필연적인 것이며 매우 중요한 사역임을 깨닫게 된다. 니콜라스 월토스토프(Nicholas Wolterstorff)는 해석이란 우리의 삶에 스며있어서 피할 수 없고 해석 없이 인간은 이 세상에서 살아갈 수 없다고 한다. 따라서 우리 크리스천은 세상을 올바르게 해석할 줄 알고 더 나아가 크리스천의 공동체뿐만 아니라 인류에게 올바른 해석적 유산을 남겨할 책임이 있다. 마르틴 부버(Martin Buber)는 기독교가 세상에 준 것은 해석학이라고 말했는데 우리에게 해석학의 중요성을 다시 한 번 인식하게 해 준다.

## 같이 보기
- 조직신학
- Human nature, Person
- 철학적 인간학
- Theological anthropology
- List of important publications in anthropology
- Christian psychology

## 참고 문헌
- Agaësse, Paul SJ (2004). 《L'anthropologie chrétienne selon saint Augustin : image, liberté, péché et grâce》. Paris: Médiasèvres. 197쪽. ISBN 2-900388-68-6.
- Blasquez, N, El concepto del substantia segun san Agustin, ""Augustinus" 14 (1969), pp. 305–350; 15 (1970), pp. 369–383; 16 (1971), pp. 69–79.
- Bainvel, J. 〈Ame. Doctrine des trois premiers siècles; Développement de la doctrine du IVe au XIIIe s.〉. 《Dictionnaire de Théologie Catholique》 1. 977–1006쪽.
- Bultmann, Rudolf (1953). 《Theologie des Neuen Testaments》 (독일어). Tübingen: Mohr. 189–249쪽. (English translation Theology of the New Testament 2 vols, London: SCM, 1952, 1955). The leading scholarly reference supporting a holistic anthropology (similar to soul sleep)
- Cullmann, Oscar. 《Immortality of the soul or resurrection of the dead?: the witness of the New Testament》. 2009년 10월 26일에 원본 문서에서 보존된 문서.
- Gianni, A., Il problema antropologico, Roma 1965.
- Gilson, Étienne, Gregory of Nyssa, Anthropology, in: History of Christian Philosophy in the Middle Ages, (1980 reprinted 1985), London: Sheed & Ward, pp. 56–59, ISBN 0-7220-4114-4.
- Couturier, Charles, SJ, La structure métaphysique de l'homme d'après saint Augustin, in: Augustinus Magister. Congrès International Augustinien. Communications, (1954), Paris, vol. 1, pp. 543–550
- Hendrics, E. Platonisches und Biblisches Denken bei Augustinus, in: 'Augustinus Magister. Congrès International Augustinien. Communications, (1954), Paris , vol. 1.
- Jewitt, R. (1971). 《Paul's Anthropological Terms》. Leiden: Brill.
- Kümmel, W. G. (1948). 《Das Bild des Menschen im Neuen Testament》 (독일어). Zürich: Zwingli. (English translation Man in the NT. London: Epworth, 1963)
- Ladd, George Eldon (1974). 《A Theology of the New Testament》. Grand Rapids, MI: Eerdmans. 457–78쪽.
- Karpp, Heinrich (1950). 《Probleme altchristlicher Anthropologie. Biblische Anthropologie und philosophische Psychologie bei den Kirchen-vatern des dritten Jahrhunderts》. Gütersloh: G. Bertelsmann Verlag.
- Mann, W. E., Inner-Life Ethics, in:Matthews, G. B., 편집. (1999). 《The Augustinian Tradition》. Philosophical Traditions. Berkeley-Los Angeles-London: University of California Press. 138–152쪽. ISBN 0-520-20999-0.
- Masutti, Egidio, Il problema del corpo in San Agostino, Roma: Borla, 1989, p. 230, ISBN 88-263-0701-6
- Rondeau, Marie Josèphe (1962). “Remarques sur l'anthropologie de saint Hilaire”. 《Studia Patristica》 (Berlin: Akademie-Verlag). 6 (Papers presented to the Third International Conference on Patristic Studies held at Christ Church, Oxford, 1959, Part IV Theologica, Augustiniana, ed. F. L. Cross): 197–210.
- Steenberg, M. C. (2009). 《Of God and Man : theology as anthropology from Irenaeus to Athanasius》. London: T & T Clark.